# Solutré-Pouilly
Solutré-Pouilly ist eine französische Gemeinde mit 342 Einwohnern (Stand 1. Januar 2022) im Département Saône-et-Loire in der Region Bourgogne-Franche-Comté etwa zehn Kilometer westlich von Mâcon. Sie ist bekannt durch die bedeutenden Funde aus der mittleren und jungen Steinzeit, des sogenannten Solutréens.
Solutré-Pouilly gehört neben den Gemeinden Fuissé, Vergisson und Chaintré zum Anbaugebiet des bekannten Weißweines Pouilly-Fuissé im Weinbaugebiet Burgund.

## Felsen von Solutré

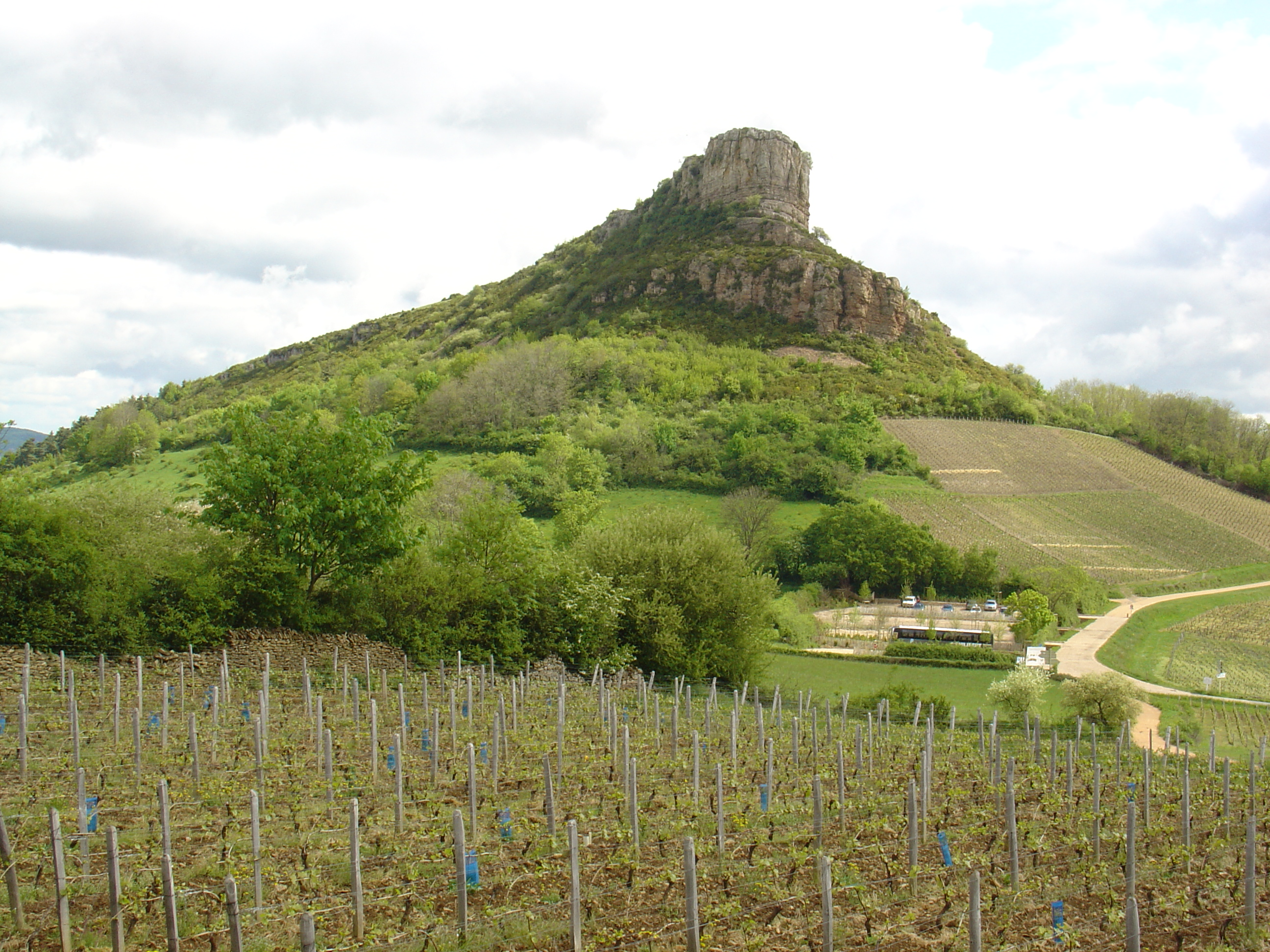
Felsen von Solutré

Am Fuße des Felsens von Solutré (franz. Roche de Solutré) konnte über fünf steinzeitliche Perioden eine Besiedelung nachgewiesen werden. Zudem haben die Funde großer Mengen von Tierknochen eine große Bedeutung für die Erforschung steinzeitlicher Jagdmethoden.
Die Funde sind in einem prähistorischen Museum in Solutré ausgestellt. Dieses Museum wurde unterirdisch angelegt, um den Gesamteindruck dieser atemberaubenden Landschaft nicht zu stören, und ist nur durch einen kleinen Eingang zu erreichen. Trotzdem gelang es den Architekten, einen Bezug zum prähistorischen Fundplatz herzustellen, indem sie Licht- und Sichtschächte integrierten.
Der ehemalige französische Staatspräsident François Mitterrand hatte es sich zur Gewohnheit gemacht, jedes Jahr Pfingstmontag einmal auf diesen Felsen hinaufzuwandern und sich mit seinen Kameraden von der Résistance zu treffen.
Der Felsen ist von Norden aus relativ flach ansteigend auf einem Wanderweg ohne Schwierigkeiten zu erreichen und fällt an der Spitze zu drei Seiten steil ab.